# آمبلئون
آمبلئون (به فرانسوی: Ambléon) یک کمون در فرانسه با جمعیت ۱۲۰ نفر است که در Canton of Belley واقع شده‌است.